# Галенит
Галенитът е естествен минерал, форма на оловния сулфид – PbS. Това е най-често използваната руда за добив на олово. Галенитът е широко разпространен и може да бъде открит в големи количества. Кристализира в кубични или октаедрични форми. Често се среща в находища, в асоциация с други минерали като сфалерит, калцит, флуорит и реалагар. Името си носи от латинската дума galena, означаваща оловна руда или шлака от разтопено олово. Твърдост: 2,5 – 2,75. Галенитът се е използвал в миналото като полупроводников кристал за детекторни радиоприемници.

## Залежи
Залежите от галенит, често съдържат сравнително големи количества сребро под формата на сребърно-сулфидни минерали или като твърди разтвори в структурата на самия галенит. Тези сребърни примеси, представляват важен източник на руда за добив на сребро в миньорното дело. Освен това в находищата на галенит могат да бъдат открити и примеси на цинк, кадмий, антимон, арсен и бисмут. В зоната на изветрянето и окислението, галенита се превръща в минералите англезит (оловен сулфат) или церусит (оловен карбонат).
Залежи на галенит са открити в Австрия, Австралия, Англия, Белгия, България, Германия, Ирландия, Испания, Италия, Мексико, Румъния, Уелс, Франция, Шотландия и Съединените американски щати.
В България, находища на галенит има в мините около Мадан, Маджарово, Лъки, Давидково, Осогово и други.
Най-големият документиран единичен кристал от галенит е с размери 25 cm x 25 cm x 25 cm, открит на остров Ман.